# Passenger Train Journal
Passenger Train Journal（简称PTJ）是美国出版的一份着重于旅客列车的历史和现在的杂志，读者多为铁道迷和美国客运火车主义者。现出版单位是白河出版公司，总部现位于美国密苏里州巴克林。 Passenger Train Journal1968年创刊，1996年停刊，2006年复刊并出版至今。1979年至1996年停刊这一时间段内为月刊，2006年复刊至今为季刊。出版期间曾多次变更出版单位。 Passenger Train Journal只关注旅客列车，不关注货运列车，内容主要是北美洲的旅客列车，但也有其它大洲旅客列车的内容，比如欧洲旅客列车相关内容。

## 历史

### 1968年创刊至1996年停刊
Passenger Train Journal创刊于1968年，创办人是凯文·麦金尼（Kevin McKinney），创办人还为此创办了旅客列车杂志出版公司（英语：PTJ Publishing Co.）。 该杂志最初为季刊，1975年秋季改为双月刊，1979年3月起改为月刊。凯文·麦金尼（Kevin McKinney）作为该杂志所有者直至1987年将该杂志出售给了Interurban Press。 在Interurban Press出版期间的1992年，该杂志年发行量约为10000本。 1993年，Interurban Press被彭特雷克斯媒体集团收购，Passenger Train Journal出版单位随之改为彭特雷克斯媒体集团。 彭特雷克斯媒体集团后于1996年停刊了Passenger Train Journal，又在1999年停刊了旗下所有杂志。

### 2006年复刊至今
2006年，凯文·尤德利的白河出版公司复刊了Passenger Train Journal，2006年复刊至今为季刊。 Passenger Train Journal持有人任命曾在1983年至1990年间担任该杂志主编的麦克·谢弗为主编。 白河出版公司复刊后的第一期为2006年第4季度，总第229期。该杂志复刊的前十年为48页，自2017年出版的第1期增加至64页，自2022年出版的第1期再增加至76页。
凯文·J·荷兰（JKevin J. Holland）2022年4月接替麦克·谢弗Passenger Train Journal主编工作，影响了2022年第3季度，总第292期的Passenger Train Journal出版工作。自2006年复刊以来，凯文·J·荷兰（JKevin J. Holland）一直是该杂志的编辑和设计人员，大部分时间担任高级编辑。

## 历代出版单位
- 1968年创刊—1987年：旅客列车杂志出版公司（英语：PTJ Publishing Co.）[2]
- 1987年—1993年：Interurban Press[2]
- 1993年—1996年停刊：彭特雷克斯媒体集团（英语：Pentrex）
- 2006年复刊至今：白河出版公司（英语：White River Productions）